# Erik Meijer
Erik Meijer (* 2. August 1969 in Meerssen) ist ein ehemaliger niederländischer Fußballspieler, -trainer und heutiger Sky-Fußball-Experte.

## Karriere

### Verein
Erik Meijer begann seine Karriere in seiner Heimatstadt beim SV Meerssen. Mit 16 wechselte er zu MVV Maastricht, um sich ein Jahr später Fortuna Sittard anzuschließen. Beruflich absolvierte er eine Fleischerlehre, da sein Vater eine Metzgerei besaß. Daher rührt auch sein bis heute gültiger Spitzname „The Butcher“.
1989 wechselte er nach Belgien zu Royal Antwerpen, kehrte aber kurz darauf wieder zurück in die Niederlande, wo er wieder für Sittard, Maastricht und der PSV Eindhoven spielte.
1995 wechselte er nach Deutschland zum KFC Uerdingen 05. Dort wurde er auf Anhieb Stammspieler und bildete zusammen mit Heiko Laeßig das Sturmduo der Uerdinger. Meijer absolvierte in seiner ersten Saison in Deutschland 32 von 34 möglichen Spielen. Wegen zehn Gelber Karten während der Saison verpasste er es, alle Partien zu bestreiten. Nur Marcus Wedau und Stephan Paßlack erreichten die gleiche Anzahl an Einsätzen. Sein Premierenspiel in der Fußball-Bundesliga gab der Niederländer am 11. August 1995 beim 0:0-Auswärtsspiel gegen den VfB Stuttgart. Auf seinen ersten Treffer musste der Stürmer bis zum 4. Spieltag warten. Beim 3:0-Erfolg gegen Werder Bremen traf Meijer zum 1:0 für sein Team. Nachdem der Klassenerhalt der 05er verpasst wurde, entschied sich der Angreifer, zu Bayer 04 Leverkusen zu wechseln. Dort hatte er mit Paulo Sérgio, Ulf Kirsten und dem jungen Markus Feldhoff große Konkurrenz. Trotzdem kam er zu regelmäßigen Einsätzen und bestritt insgesamt 32 Spiele. Am Ende der Saison verpasste man den ersten Platz und wurde Vize-Meister. Im Folgejahr wurde die Werkself Dritter und zur Saison 1998/99 nochmals Zweiter. Während dieser Zeit spielte Meijer regelmäßig und bestritt in jeder Saison mindestens 26 Spiele für die Leverkusener.
Zum Anfang der Spielzeit 1999/2000 entschied er sich zu einem Wechsel nach England, zum FC Liverpool. Dort stand er allerdings meist im Schatten von Michael Owen und Robbie Fowler. Um ihm Spielpraxis geben zu können, wurde Meijer zur Saison 2000/01 an Preston North End verliehen. Bereits im Dezember des gleichen Spieljahres sicherte sich der Hamburger SV die Dienste des ehemaligen Uerdingers, so dass er bereits am 17. Spieltag, dem 17. Dezember 2000, gegen den FC Bayern München spielberechtigt war und von Frank Pagelsdorf in der Startelf aufgeboten wurde. Für die nächsten zweieinhalb Jahre blieb er beim HSV, konnte dort aber nicht mehr an die früheren Bundesligazeiten anknüpfen. Seine erfolgreichste Saison dort war 2001/2002, als er vier Treffer erzielen konnte und mit neun Vorlagen bester Hamburger war.
Im Sommer 2003 schloss er sich Alemannia Aachen an. Beim damaligen Zweitligisten wurde Meijer Leistungsträger und Stammkraft. Gleich in seinem ersten Jahr bei den Aachenern führte er das Team mit fünf Treffern in fünf Spielen in das Finale des DFB-Pokals. Dort unterlag man Werder Bremen mit 2:3. Nach Vorarbeit von Cristian Fiél konnte Meijer in der 90. Minute noch verkürzen, die Niederlage aber nicht abwenden. Während der ersten beiden Jahre am Tivoli verpasste der Angreifer zwei Mal nur knapp den Aufstieg in die erste Liga. In seinem letzten Jahr bei den Aachenern, der Saison 2005/06, wurde mit Platz 2 nach 36 Jahren der Wiederaufstieg in die Bundesliga erreicht. Bei seinem letzten Heimspiel als aktiver Spieler am 7. Mai 2006 verabschiedete er sich zusammen mit Wilfried „Willi“ Landgraf nach drei sehr erfolgreichen Jahren offiziell vom Aachener Management und Publikum. Sein Abschiedsspiel fand am 8. Oktober 2006 mit Willi Landgraf am Aachener Tivoli statt. Die Väter von Willi Landgraf und Erik Meijer riefen ihre Söhne vom Spielfeld und beendeten damit das Abschiedsspiel.

### Nationalmannschaft
1993 spielte er einmal, beim 6:0 gegen San Marino, in der niederländischen Nationalmannschaft.

## Nach der aktiven Karriere
Im September 2006 begann Meijer eine Tätigkeit als Co-Trainer bei Alemannia Aachen. Am 22. Mai 2007 gab er dieses Amt auf und erklärte, mehr Zeit mit seiner Familie verbringen und mehr ausgiebige Reisen machen zu wollen. Dies hatte er schon nach seinem Abschied als Spieler geplant, war aber wegen seiner schnellen Berufung zum Co-Trainer der Alemannia nicht dazu gekommen. Im Mai 2008 kehrte er wieder zur Alemannia zurück und half zunächst bei der Vermarktung des neuen Stadions. Im Dezember 2009 übernahm er in Aachen den neugeschaffenen Posten des Geschäftsführers Sport, den er bis zum Abstieg der Alemannia in die 3. Liga zum Ende der Saison 2011/12 bekleidete. Aktuell arbeitet Erik Meijer als Sky-Fußball-Experte in der Champions League und der Fußball-Bundesliga. 2024 war er Gastmoderator in einer Folge der Sendung Du gewinnst hier nicht die Million von Stefan Raab.

## Erfolge und Titel

### Mit den Vereinen
- KNVB-Pokal: Sieger 1995
- Deutsche Meisterschaft: Vize-Meister 1997 und 1999
- DFB-Pokal: Finalist 2004